# Alfons Bürgler

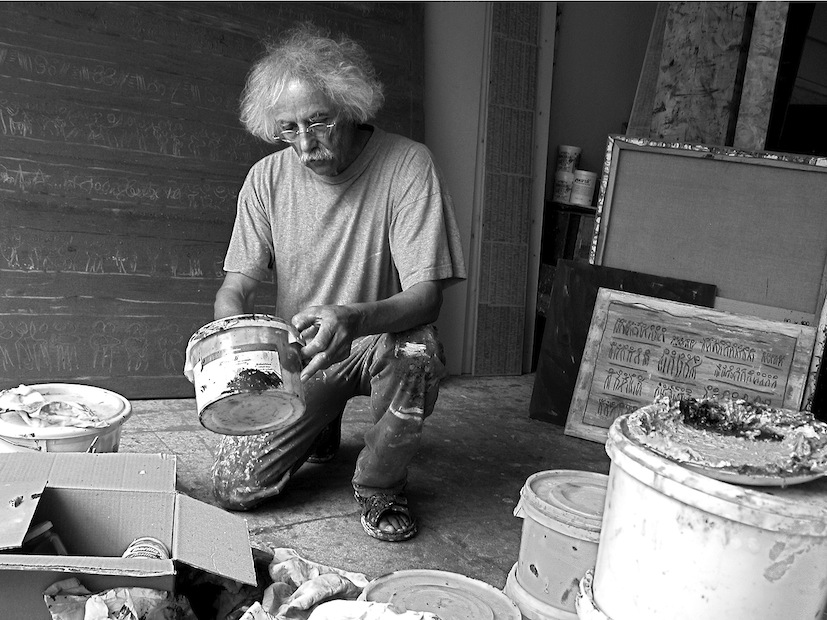
Alfons Bürgler, 2003

Alfons Bürgler (* 9. Januar 1936 in Illgau) ist ein Schweizer Künstler. Seine Arbeitstechniken umfassen Acryl- und Ölmalerei, Aquarell, Zeichnung, Glasgravur, Collage, Skulptur und Fotografie.

## Leben

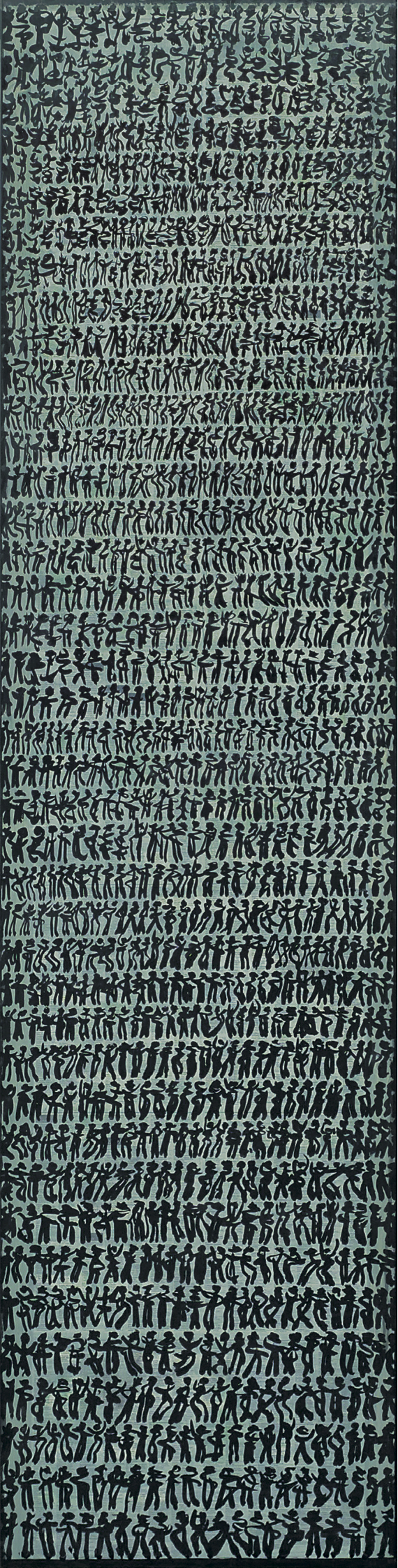
Körperschriften, 1999, Tusche auf Papier auf Holz. 197 cm × 50 cm

Bürgler wuchs als sechstes von elf Kindern in Illgau, einem kleinen Bergdorf über dem Muotatal als Sohn eines Schuhmachers auf. Als Jugendlicher entdeckte er seine Leidenschaft für das Zeichnen. Sein erster Beruf als Schneider führte ihn für längere Aufenthalte in die französische und italienische Schweiz. Im Jahr 1967 heiratete er die Sängerin Margrith Suter; sie bekamen zwei Töchter. Er nahm eine Teilzeitstelle in einem Architekturbüro an und besuchte Kunstschulen in Zürich und Luzern.
Ab 1984 arbeitete Alfons Bürger als freischaffender Künstler. Er unternahm zahlreiche Studienreisen ins Ausland. Ab 1993 gingen er und seine Frau getrennte Wege. Alfons Bürgler zog in eine kleine Holzhütte am Rand von Goldau, die er bis 1999, bis zur Übersiedlung nach Steinen, bewohnte. Zahlreiche Ausstellungen und Publikationen machten ihn einer breiteren Öffentlichkeit bekannt. Er bekam Aufträge zur künstlerischen Bereicherung von privaten oder öffentlichen Bauten.
Bürgler lebt und arbeitet in Steinen.

## Werk
Bürgler hat die meisten künstlerischen Kenntnisse und Fertigkeiten autodidaktisch erworben. Bis in die zweite Hälfte der 1980er Jahre pflegte er einen expressiv-realistischen Stil. Während seiner Reisen auf vier Kontinenten entstehen bis heute immer wieder Reiseskizzen und -aquarelle. Ab 1990 kreiert er ungegenständliche oder abstrahierende Bilder von hoher Farbsensibilität. Kennzeichnend für diese Phase, wie für die späteren stilisierten Figurenreihen, ist sein Sinn für den Bildrhythmus.
Seit den späten neunziger Jahren verfolgt der Maler und Zeichner schwerpunktmäßig das Thema der aufgereihten, oft übereinander gereihten Figuren. Auch wenn er in seinen Bildern viele Menschen zusammenbringt, handelt es sich nie um eine Masse, sondern stets um eine Gemeinschaft. „Die Einzelfigur ist ein von Lebensfreude erfülltes Energiebündel, das seinem Kraftüberschuss auf spielerische Weise Ausdruck verleiht.“

## Projekt Hünenberg
Das Projekt Malergast wurde vom Gemeinderat von Hünenberg initiiert, worauf die Kulturgruppe Hünenberg Bürgler einlud, während des Jahres 2002 einen großen Saal im Gemeindezentrum als Atelier zu benutzen. Die Gemeinde gab ihm für diese zwölf Monate ein Stipendium und organisierte mehrere Anlässe.
Als Gegenleistung verpflichtete er sich, das Leben der Gemeinde zu dokumentieren und sein Atelier einmal pro Woche für alle Interessierten zu öffnen. Er skizzierte und zeichnete an vielen Anlässen und schuf in seinem Atelier eine Vielzahl von Bildern und Objekten, welche Ende 2002 der Öffentlichkeit vorgestellt wurden.

## Baumfiguren

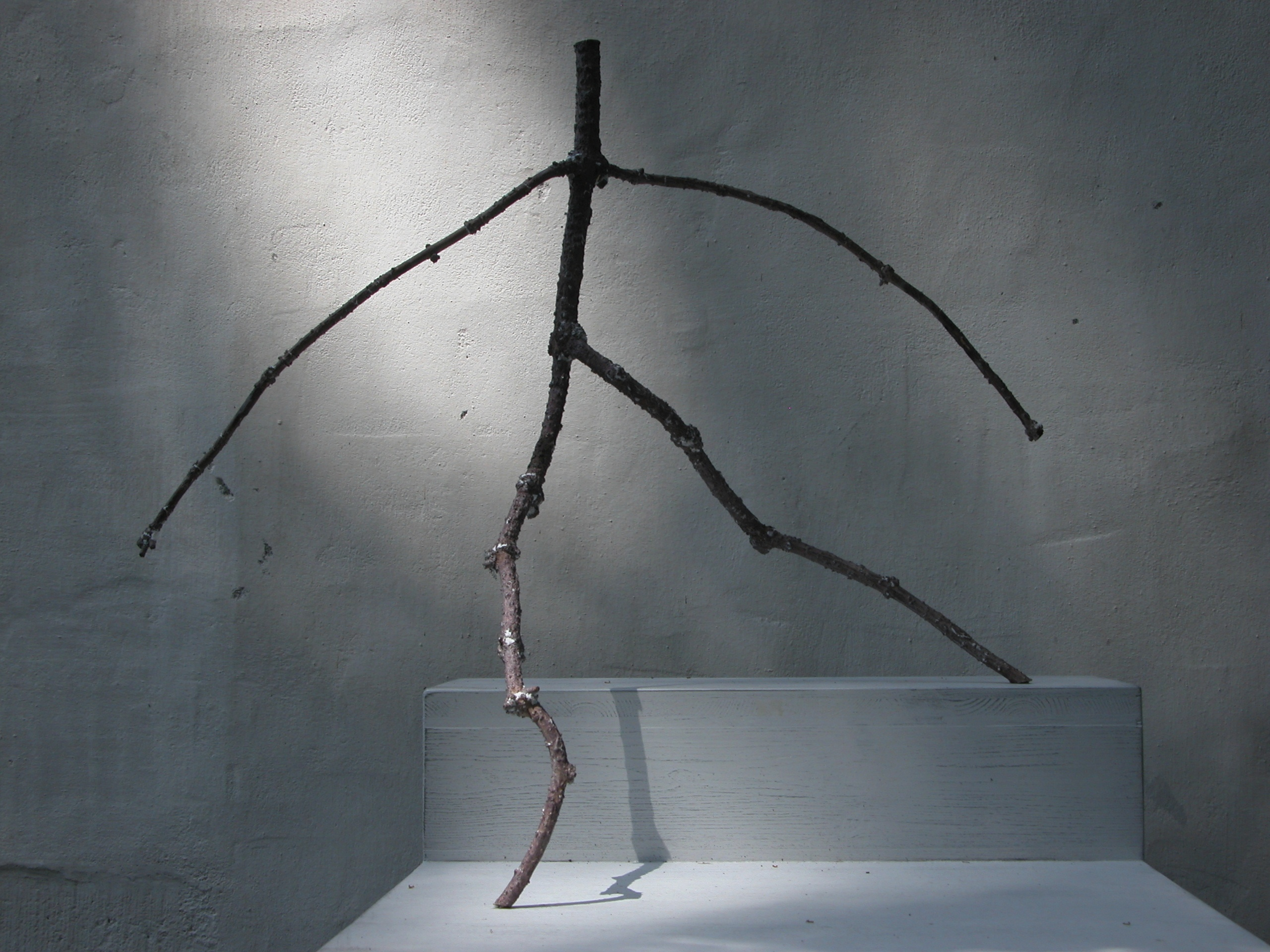
Baumfigur, 2012, Bronze. Höhe 38 cm

Im Jahr 2003 entdeckte Bürgler in einem Gebüsch eine kleine „Baumfigur“, einen kleinen verzweigten Ast mit zwei „Beinen“ und zwei „Armen“. Der Zufallsfund war der Anfang einer Skulpturenreihe, die ihn bis heute beschäftigt. Für diese Skulpturen benötigt er nicht die für Holzbildhauer typischen Werkzeuge, sondern nur Säge und Baumschere: Seine Baumfiguren sägt er aus  Sträuchern und Bäumen, die er in Hecken und an Waldrändern findet. Ganz gezielt sucht er Busch- und Baumverästelungen nach Formen ab, die er – um 180 Grad gedreht – zu Figuren umwandeln kann. Die kleinsten der Baumfiguren sind einige Zentimeter hoch, die größten rund drei Meter. Einige der Figuren hat er in der Kunstgiesserei St. Gallen und in der Kunstgiesserei Gebrüder Jäger Pfäffikon SZ in Bronze abgießen lassen. Diese Gestalten spiegeln Bürglers ungebrochene Leidenschaft für den Tanz.
Für seine Baumfiguren-Plastiken richtete er im Jahr 2007 in Steinen ein kleines, der Öffentlichkeit zugängliches Privatmuseum ein, das „Baumfigurenkabinett“.

## Kunst am Bau

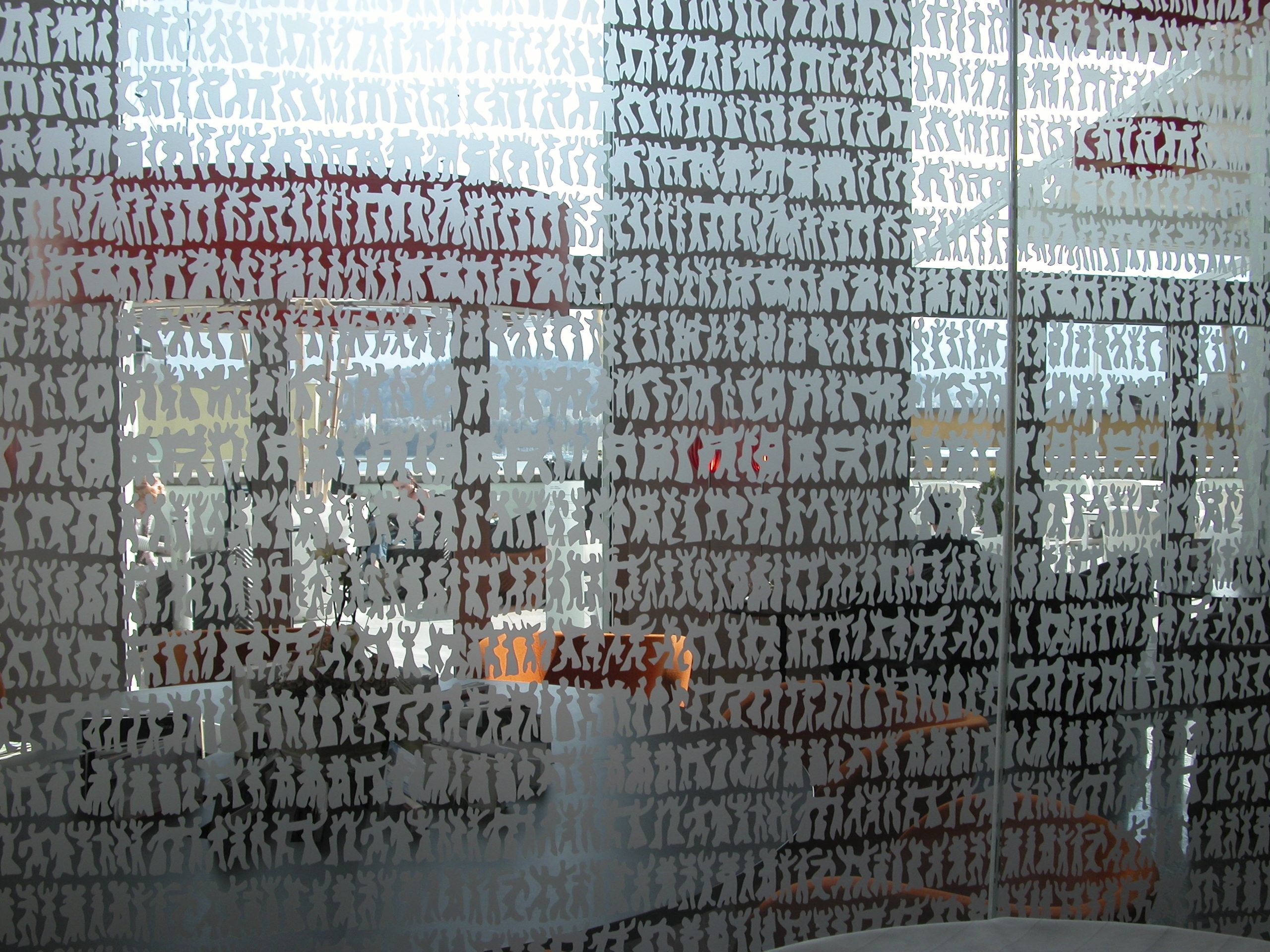
Glaswand für die Hirslandenklinik St. Anna in Luzern (Ausschnitt), 2007

Bürgler hat seit 2001 viele größere und kleinere Aufträge für Kunst am Bau in privaten und halbprivaten Räumen verwirklicht. Zahlreiche Glaskunstwerke wurden in Zusammenarbeit mit seinem Neffen, Hannes Bürgler, ausgeführt.
Viele Werke von Bürgler wurden von öffentlichen Einrichtungen wie Kantonen und Gemeinden und von Institutionen und Firmen gekauft und im öffentlichen Raum ausgestellt.

### Werke (Auswahl)
- Spital Einsiedeln / Neues Gesundheitszentrum: Wasserspiel, Glaswände Eingangshalle, Treppenhaus. 2005–2006
- Ärztehaus Steinen SZ: Raumgestaltungen, 2006–2008
- Marketing Business Center, Pfäffikon SZ: Raumgestaltung Korridore, Empfang, Cafeteria. 2006–2008
- Gymnasium Menzingen ZG, Musikraum: 5-teiliges Wandobjekt, 2007
- Hirslandenklinik St. Anna, Luzern: Glaswände Eingangshalle, Restaurant, Wandmalerei. 2007–2008
- Schulhaus Steinen SZ: Raumgestaltung. 2009
- Psychiatrische Klinik Zugersee, Oberwil bei Zug: Korridor, Wandobjekte, 16-teiliges Werk. 2008
- Markant Stiftung, Altersheim Au in Steinen SZ: Korridorgestaltung. 2009
- Bahnhof Luzern, Hirslandenklinik: Wandmalerei, Wandobjekte, Glaswände, Glastüren. 2009–2011
- Seerestaurant Rössli, Hurden: Eingangstüre,  Fassadenfenster, 2010
- Hirslandenklinik St. Anna, Luzern: Glasfassaden Haupteingang, Empfangstheke, Empfangshalle. 2011–2012
- Ärztehaus Lützelmatt, Luzern: Abschlüsse und Türen in Glas, Wandobjekte. 2011–2012
- Bahnhof Luzern, Hirslandenklinik: Wandmalerei,  Trennwände, Glastüren und Glasabschlüsse. 2012–2013

## Einzelausstellungen (Auswahl)
- Schwyz, Ital Reding-Hofstatt: Zeichnungen. 1986
- Luzern, Galerie Twerenbold: Grafische Arbeiten. 1986
- Astano, Galleria Abissinia: Aquarelle, Zeichnungen. 1990
- Zürich, Galerie AZ Hottingen: Zeichnungen, Malerei. 1994
- Männedorf, Bildungszentrum Boldern: Malereien auf Leintuch. 1994
- Arth, Galerie Meier: Malereien auf Leintuch und Papier. 1996
- Schwyz, Forum der Schweizer Geschichte: Zwei Installationen. 1999
- Hünenberg, Gemeindezentrum: Körperschriften, Zeichnungen, Skizzen. 2001
- Barcelona, Galeria Sala Barna: Bilder auf Papier und Holz. 2005
- Arth, Galerie Meier: Körperschriften auf Leinwand und Papier. 2006
- Oberrohrdorf, Zähnteschüür: Retrospektive. 2007
- Brunnen, Galerie am Leewasser: Körperschriften, Bilder und Objekte
- Steinen, Baumfigurenkabinett: Figuren aus Holz und Bronze. (2008 Eröffnung, seither permanente Präsentation)
- Luzern, PricewaterhouseCoopers AG: Bilder und Objekte. 2010
- Zürich, Galerie am Schanzengraben: Objekte. 2011
- Schwyz, Ital Reding-Hofstatt: Retrospektive zum 75. Geburtstag. 2011

## Bibliografien und Werkkataloge (Auswahl)
- Alfons Bürgler, Monographie. Triner-Verlag, Schwyz. Mit Texten von Walter Hintermann und Alfons Bürgler. Erschienen im Jahr 2000.
- Alfons Bürgler, Werkauswahl 2001 bis 2004. Katalog. Triner Verlag, Schwyz. Mit Text von Walter Hintermann. Erschienen im Jahr 2004.
- glaskunstambau, Alfons Bürgler / Hannes Bürgler. Broschüre. Triner-Verlag, Schwyz. Mit Text von Hannes Bürgler. Erschienen im Jahr 2008.
- Alfons Bürgler, BAUMFIGUREN, Triner-Verlag, Schwyz. Mit Texten von Peter Killer, Prisca Anderhub, Dr. Josef Bättig, Thérèse Nylén und Theo Weber. Erschienen im Jahr 2008.